# Rui Maria de Araújo
Rui Maria de Araújo (ur. 21 maja 1964 w Mape) – polityk timorski, premier Timoru Wschodniego od 16 lutego 2015.
W latach 2002–2007 był ministrem zdrowia w rządach Maríego Alkatiriego i Joségo Ramosa-Horty.
10 lutego 2015 został mianowany premierem Timoru Wschodniego, a 16 lutego 2015 został zaprzysiężony.